# Лейтон Бейнс
Лейтон Бейнс (англ. Leighton Baines, нар. 11 грудня 1984, Кіркбі, Англія) — англійський футболіст, тренер.  З липня 2021 року працює тренером з розвитку в «Евертоні».

## Клубна кар'єра
У дорослому футболі дебютував 2002 року виступами за «Віган Атлетік», в якому провів п'ять сезонів, взявши участь у 145 матчах чемпіонату. Більшість часу, проведеного у складі «Віган Атлетік», був основним гравцем захисту команди.
До складу клубу «Евертон» приєднався в липні 2007 року. У першому сезоні в «Евертоні» Бейнс грав нерегулярно, провівши в цілому 29 ігор за клуб. У сезоні 2008/09 Бейнс став твердим гравцем стартового складу ««Евертона».
У вересні 2010 року підписав новий контракт з «Евертоном» до кінця сезону 2014/15.
У січня 2015 року Бейнс зробив свою 45-ю гольову передачу в АПЛ і став найкращим асистентом в історії ліги серед захисників, обійшовши за цим показником Грема Ле Со.

## Виступи за збірні
Протягом 2004—2007 років залучався до складу молодіжної збірної Англії, у складі якої ставав бронзовим призером чемпіонат Європи серед молодіжних команд 2007 року. Всього на молодіжному рівні зіграв у 16 офіційних матчах, забив 1 гол.
3 березня 2010 року дебютував в офіційних матчах у складі національної збірної Англії в товариській грі проти збірної Єгипту, яка завершилася перемогою європейців з рахунком 3-1. 
Був обраний в попередній список з 30 гравців на участь в ЧС-2010, але у остаточну команду з 23 футболістів не потрапив, програвши місце лівому захиснику Стівену Ворноку.
Наразі провів у формі головної команди країни 6 матчів.

## Статистика

### Збірна
Станом на 5 квітня 2012 року
| Збірна Англії | Збірна Англії | Збірна Англії |
| Роки          | Ігри          | Голи          |
| ------------- | ------------- | ------------- |
| 2010          | 2             | 0             |
| 2011          | 3             | 0             |
| 2012          | 1             | 0             |
| Всього        | 6             | 0             |